# Hélène d'Adiabène
 (juin 2012).
Hélène d'Adiabène, probablement née entre 25 et 15 av. J.-C. et morte vers 56-58, est la reine de l'Adiabène, un royaume correspondant à peu près aux frontières des territoires kurdes aujourd'hui. Dans les sources juives, elle est souvent appelée Heleni HaMalka (La Reine Hélène). Elle est vraisemblablement la première épouse de Monobaze Ier. À sa mort, son titre est « reine Tzada », comme l'atteste l'inscription figurant sur son sarcophage.
Avec Monobaze Ier, elle est la mère d'Izatès II et de Monobaze II,. Le Talmud dit qu'elle avait sept fils. Hélène se convertit au judaïsme vers l'an 30, quasiment en même temps que son fils Izatès, mais de façon indépendante puisqu'ils vivaient tous deux dans des pays différents. La conversion d'Hélène peut avoir été obtenue par Juda ben Bathyra.

## Biographie
Selon Flavius Josèphe, Hélène se serait mariée avec son frère Monobaze Ier,.

### Une transition difficile
À la mort de son mari Monobaze Ier, Hélène eut à gérer une transition difficile au cours de laquelle elle parvint à ce que son fils Izatès bar Monobaze soit reconnu comme successeur légitime, tout en sauvant la vie de ses autres fils. Le futur Izatès II était alors le seigneur de Carrhes (au Sud d'Édesse) et vivait sur ces terres que son père lui avait données pour bien marquer sa volonté de voir Izatès lui succéder.
Les grands du royaume d'Adiabène acceptèrent qu'Izatés succède à son père, mais demandèrent que ses autres frères soient exécutés. C'était en effet une pratique courante dans la région pour éviter les guerres pouvant résulter de conflits dynastiques entre frères. Elle parvint à sauver la vie de ses autres fils en temporisant. Elle fut contrainte toutefois de mettre ses fils en prison comme ceux des autres épouses de Monobaze Ier, mais elle obtint que la mise à mort ne puisse être décidée que par Izatès II, lorsque celui-ci serait rentré. Elle obtint aussi de pouvoir « établir provisoirement comme régent du royaume » Monobaze bar Monobaze, son fils aîné,.

« Quand Izatès eut pris la royauté et qu'arrivant en Adiabène il vit ses frères et ses autres parents enchaînés, il fut mécontent de ce qui était arrivé. Regardant comme impie de les tuer ou de les garder enchaînés, mais jugeant dangereux de les laisser libres auprès de lui alors qu'ils se souviendraient des offenses reçues, il envoya les uns comme otages à Rome près de l'empereur Claude avec leurs enfants et il expédia les autres sous un prétexte analogue chez Artabane le Parthe. »

Ce statut d'otage ne semble avoir concerné que les fils des autres femmes de Monobaze Ier : en effet la présence des fils d'Hélène (donc frères d'Izatès) est mentionnée plusieurs fois par Flavius Josèphe et le Talmud en Judée, à Jérusalem, à Lod, en Samarie et en Galilée.

### Conversion
Selon Flavius Josèphe, Hélène et son fils, le futur Izatès II, se sont convertis au judaïsme de façon indépendante, mais presque simultanément,. Selon l'Encyclopédie Iranica, Hélène a peut-être été convaincue de se convertir par les Juifs de Nisibe (Naṣībīn), dirigés à cette époque par le rabbin Juda ben Bathyra. On considère la conversion de la famille royale d'Adiabène comme le plus grand succès du prosélytisme juif dans l'Antiquité.
À partir de l'accession d'Izatès II au trône, Hélène et ses fils semblent avoir passé une bonne partie de leur vie en Judée.
Flavius Josèphe mentionne qu'Hélène possédait un palais à Jérusalem. Dans aucun des épisodes où la reine Hélène apparaît, Josèphe ne donne le détail des noms des fils et des parents qui l'accompagnent. Le Talmud fait aussi référence à elle et à ses fils dans la ville de Lod (Lydda), où la famille semble aussi avoir eu une résidence.
Les Juifs de Judée et de Galilée semblent avoir éprouvé une grande reconnaissance pour Hélène, en dépit des aspects de sa personnalité difficiles à accepter pour un Juif du Ier siècle. Au IVe siècle, l'évêque catholique Eusèbe de Césarée écrit :

« On trouve encore aujourd'hui des stèles remarquables de cette Hélène dont parle Josèphe, dans les faubourgs de la ville qui porte aujourd'hui le nom d'Aelia. Il y est dit qu'elle a régné sur la nation des Adiabéniens. »

Hélène, aidée de ses fils, est célèbre pour sa générosité et le soutien qu'elle apporta en toutes circonstances au peuple juif de Judée et de Galilée. Lors d'une famine à Jérusalem (alors que Tiberius Julius Alexander était procurateur de Judée, donc vers 46-48), elle envoya des navires pour chercher du blé ou d'autres céréales à Alexandrie  et chercher des figues sèches à Chypre et les fit distribuer aux victimes de la famine,,. Dans le Talmud (BB 11a), cette action est mise au crédit de Monbaz, sans plus de précision. Cette référence à Monbaz est parfois considérée comme désignant non pas le monarque mais la dynastie, et donc les deux souverains et leurs enfants,. En effet, ce sont tous les parents et alliés de la dynastie Monobaze qui semblent avoir été mobilisés pour faire face à cette famine. Izatès envoya également une grosse somme d'argent.

### Dons en Judée et Galilée
Le Talmud parle aussi d'importants cadeaux dont la reine a fait don au Temple de Jérusalem,,. « Hélène avait un chandelier fait d'or sur la porte du Temple » ; il y est même précisé que lorsque le soleil se levait ses rayons étaient réfléchis par le chandelier et tout le monde savait que c'était le temps de lire le Chema,. Elle a également fait don d'une plaque d'or sur laquelle était écrit le passage du Pentateuque (Torah) que le grand prêtre doit lire quand une femme soupçonnée d'infidélité a été introduite devant lui,. D'autres dons au Temple de Jérusalem sont attribués à son fils Monobaze.
La rigueur avec laquelle Hélène a observé la loi juive (Torah) est soulignée dans le Talmud :

« Son fils Izatès ayant fait la guerre, Hélène fit le vœu que s'il en revenait sain et sauf, elle observerait un naziréat de sept ans. Elle a respecté ce vœu, et revint en Judée au bout de sept ans. Les Rabbins [adeptes du rabbin Hillel] lui dirent qu'elle devait à nouveau respecter ce vœu pour une période de sept ans. Elle a donc vécu comme un nazir une autre période de sept ans. À la fin de la deuxième période de sept ans, elle est devenue impure et elle a dû répéter son naziréat, ayant été ainsi un nazir pendant vingt et un ans. Juda ha-Nasi a cependant dit qu'elle était une nazarite de quatorze ans seulement,. »

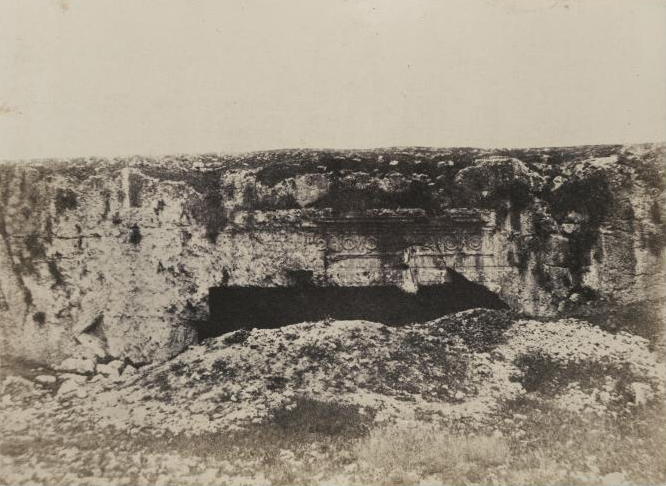
Entrée ouest du tombeau des Rois (XIXe siècle).

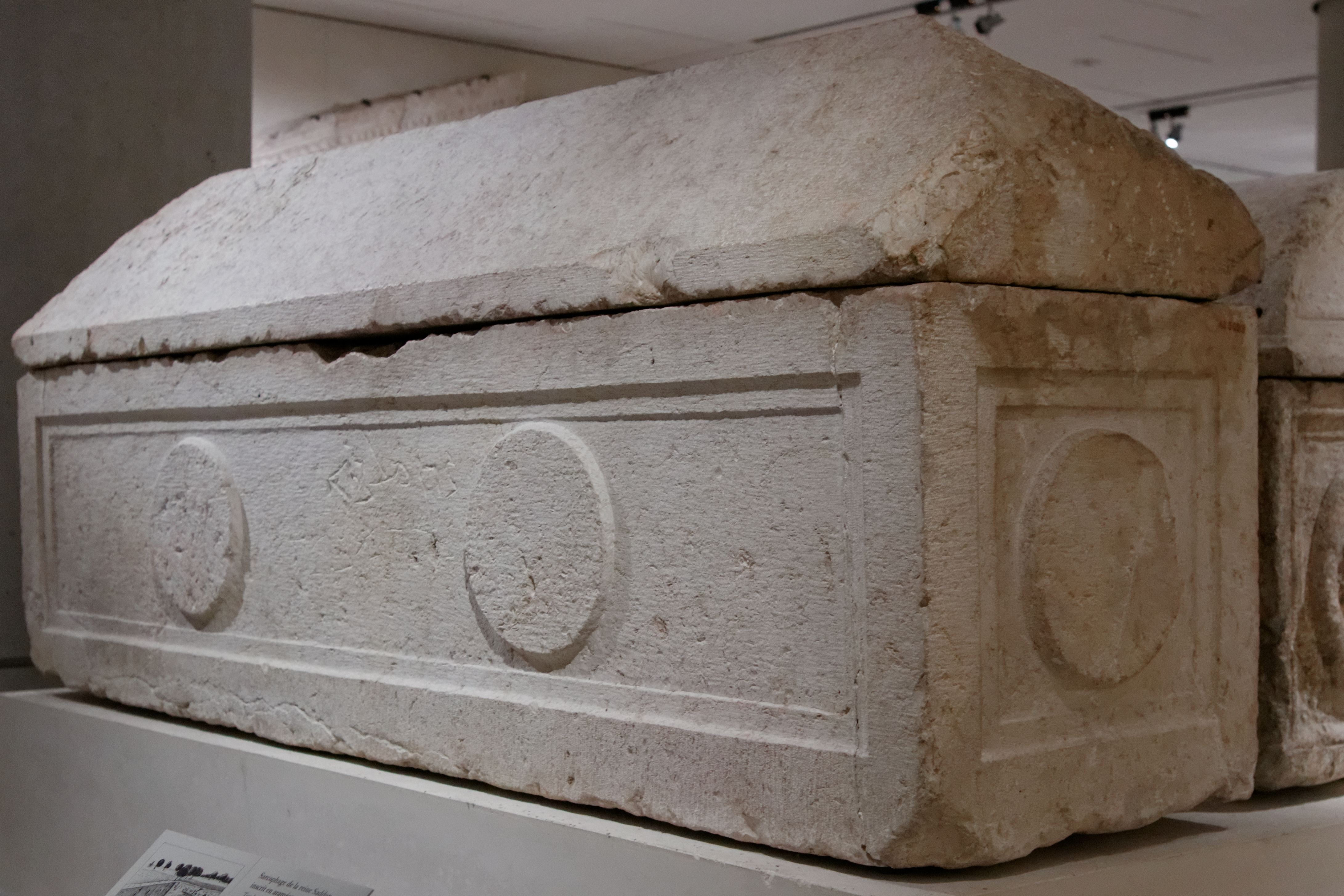
Le sarcophage d'Hélène d'Adiabène.

Rabbi Juda dit : « La Soucca [érigée pour la Fête des Tabernacles] de la reine Hélène de Lydda était plus haute que vingt aunes. Les rabbins l'utilisaient pour entrer et sortir et ne firent aucune remarque à ce sujet,. »

### Mort et sépulture
Hélène est morte dans son territoire d'Adiabène, peu après son fils Izatès (v. 56-58). Son corps a été ramené à Jérusalem où elle est enterrée dans la tombe pyramidale qu'elle avait construite sa vie durant, à trois stades au nord de Jérusalem. Flavius Josèphe rapporte :

« Revenue en Adiabène, elle [Hélène] ne survécut guère à son fils lzatès. Monobaze envoya ses os et ceux de son frère à Jérusalem et les fit ensevelir dans les trois pyramides que sa mère avait fait construire à trois stades de la ville. »

Ces catacombes sont désormais appelées le Tombeau des Rois.
Un sarcophage en pierre calcaire sobrement sculpté portant les inscriptions en hébreu et syriaque « Sadah reine » et « Saddan reine » (Tzada Malchata צדה מלכתה), trouvé au XIXe siècle par l'archéologue Félicien de Saulcy, est censé être celui d'Hélène. Le sarcophage a été transféré au musée du Louvre, en plein accord avec les autorités archéologiques ottomanes de l’époque.

## Palais de Jérusalem

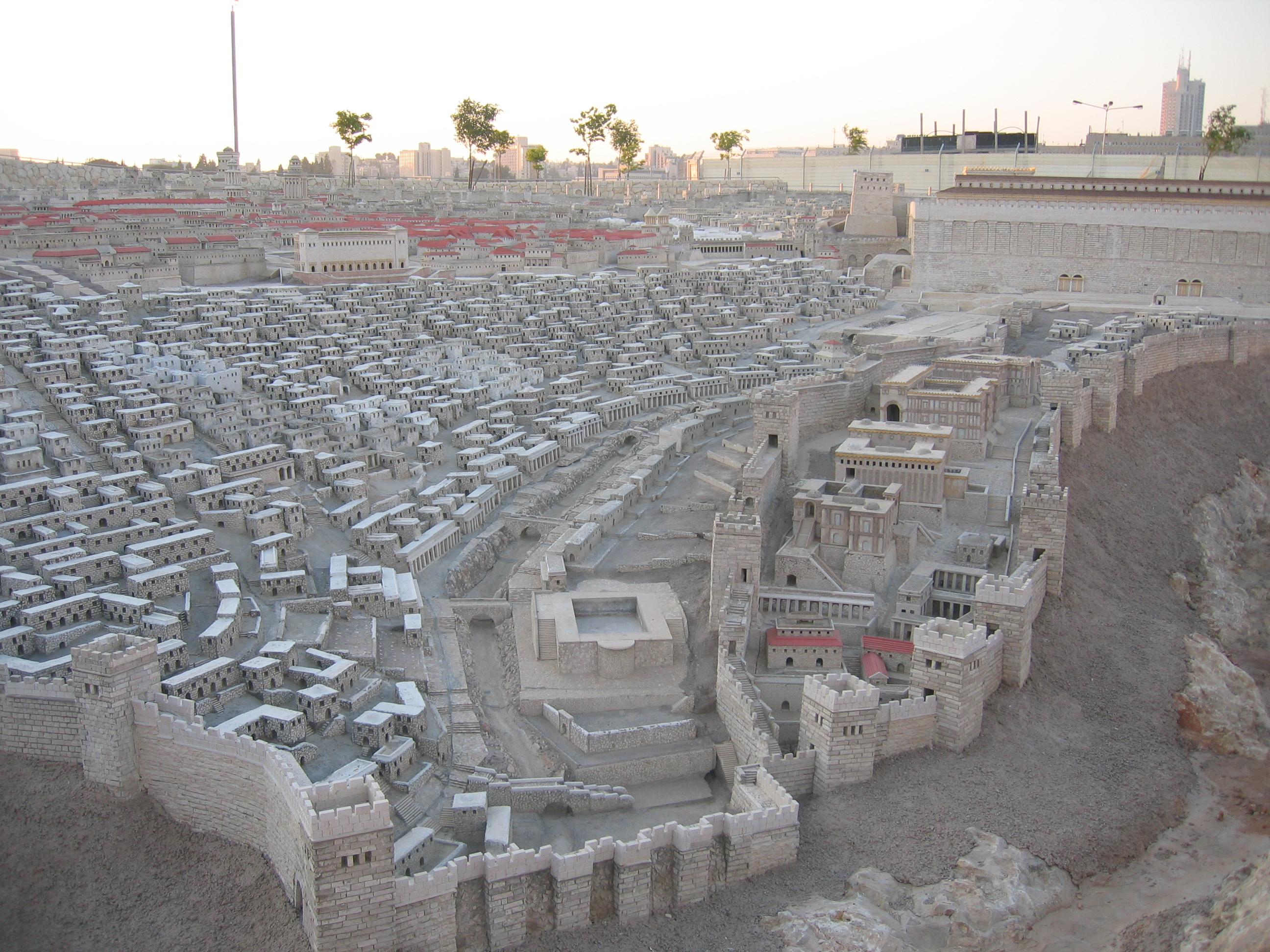
Au premier plan le bassin de Siloë, sur sa droite la reconstitution du palais avec enceinte fortifiée d'Hélène d'Adiabène dans la ville basse de Jérusalem au sud du Mont du Temple d’après la maquette de Jérusalem à l’époque du Second Temple du musée d’Israël (1966).

Le palais royal de la reine Hélène est censé avoir été découvert par l'archéologue Doron Ben-Ami lors de fouilles dans le quartier arabe de Jérusalem en 2007. Sous les couches datant du début de la période islamique et byzantine, les archéologues ont découvert les restes d'un bâtiment monumental de la période hérodienne. Le palais était un ensemble monumental, juste au sud du Mont du Temple et a été détruit par les Romains lors de la prise de Jérusalem, en 70 de notre ère, quelques jours avant la destruction du Temple juif. Flavius Josèphe raconte :

« Les soldats se tinrent en repos ce jour-là, mais le lendemain ils mirent le feu aux archives, à l'Akra, à la salle du Conseil, au quartier d'Ophlas ; les flammes s'étendirent jusqu'au palais d'Hélène, qui se trouvait au milieu de l'Akra. Ruelles et maisons, pleines de cadavres de ceux qui étaient morts de faim, furent la proie de l'incendie. »

Les murs du « Palais d'Hélène », composés de blocs de pierre massifs, ont été préservés jusqu'à une hauteur de cinq mètres. Les fouilles ont montré que les étages supérieurs se sont effondrés sur les dépendances qui étaient coiffées d'un plafond voûté. Les caves du palais sont apparemment restées quelque temps aux mains des Juifs insurgés. Deux squelettes (un homme et un adolescent) ont été retrouvés avec des embouts de flèches romaines. Ils ont probablement été tués par les soldats romains lors de la prise de la ville.
Les ruines du Palais contenaient des pièces de monnaie datables, des vases de pierre et des poteries ainsi que des vestiges de fresques antiques. Le sous-sol renfermait aussi un mikveh.